# 小早川毅彦
小早川 毅彦（こばやかわ たけひこ、1961年11月15日 - ）は、広島県広島市安芸区出身の元プロ野球選手（内野手、右投左打）、野球解説者・野球評論家。浅井企画所属。

## 経歴

### プロ入りまで
両親とも小学校の教師。妹が1人いる。3歳のときに重度のネフローゼを発病し、小学校6年生まで運動を許可されなかった。広島市立矢野中学校時代から野球を始め、高校はPL学園に進学。PL学園野球部創設者・井元俊秀は「小早川の獲得でPL学園の潮目が変わった」と述べている。甲子園には2回出場し、1年上のチームメートに主戦投手の西田真次、木戸克彦捕手、柳川明弘、谷松浩之、金石昭人投手らがいた。2年生の時、六番打者、一塁手として1978年春の選抜に出場するが、準々決勝で箕島高の石井毅、嶋田宗彦のバッテリーに完封を喫する。同年夏の選手権でチームは初優勝を飾るが、膝の故障でベンチ入りメンバーに入れなかった。翌1979年春の選抜から四番打者となるが、準決勝でまたも箕島高に延長10回サヨナラ負け。同年夏は大阪大会決勝で牛島和彦、香川伸行のバッテリーを擁する浪商に敗北し、甲子園出場を逸する。高校同期には山中潔、阿部慶二、山崎剛投手、1年下に岡部明一、2年下に吉村禎章、法政でも後輩になる西川佳明投手や若井基安がいる。
卒業後は法政大学に進学。東京六大学野球リーグでは4回優勝。1年生の1980年春季リーグから四番打者を務め、史上最年少でベストナイン（一塁手）に選出される。1981年秋季リーグでは三冠王を獲得、同年の第12回明治神宮野球大会では決勝でエース山沖之彦を擁する専大を降し優勝。1982年の全日本大学野球選手権大会でも決勝で仁村徹のいた東洋大を破り優勝。1982年、1983年に日米大学野球選手権大会日本代表。4年生の時には外野手に回り活躍した。リーグ戦通算98試合出場、384打数114安打、打率.297、16本塁打、72打点。ベストナイン5回（一塁手3回、外野手2回）選出。大学同期に打線の中軸銚子利夫と山崎正之（磐城高 - 法大 - ヨークベニマル監督）、坂本佳一投手、主戦投手和田護（のち日産自動車、法大助監督）、左投手樽井徹（浜松商 - 法大 - 河合楽器）、飯田孝雄、1学年上に西田と木戸、田中富生投手、1学年下に秦真司捕手、伊吹淳一、山越吉洋らがいる。

### 現役時代

#### 広島東洋カープ時代
1983年のドラフト会議で2位指名を受け、広島東洋カープへ入団。
1984年は、5月から一塁手としてクリーンナップに座り規定打席（26位、打率.280）に到達。16本塁打を放ち、同年10月24日、セ・リーグ新人王に選出される。「赤ヘルの若大将」として衣笠祥雄や山本浩二の後継者として期待された。
1985年は打率.290を記録するものの、故障もあって出場機会が減少、シーズン終盤の9月12日以降は二塁手にコンバートされた。
1986年も序盤を欠場、長内孝に定位置を譲り二塁手として起用されるなど伸び悩む。5月8日の対阪神4回戦で初めてスタメン出場し、4回表に今季1号本塁打を放つ。前打者の長嶋清幸が3号2ラン、小早川に続いて木下富雄も1号を放ち、広島はこの回で1イニング3者連続本塁打を記録した。この試合で、9回裏の守備を終えベンチに引き揚げた後、マネジャーの衛藤雅登から、小早川の大学時代から筋萎縮性側索硬化症を患っていた母親が7日午後に死去したことを知らされた。これは、父親の「息子のためにも試合が終わるまで知らせないでほしい」との配慮からだった。
1987年には長内の不調もあって一塁手として復活、引退した山本浩二の後継として四番打者に定着した。監督の阿南準郎に「パワーがあり、チャンスに強い」と期待される。24本塁打、93打点（ポンセ、原辰徳に次ぐリーグ3位）、リーグ最多の勝利打点16を記録を残した。
同年9月20日の対巨人21回戦で、1-2とリードされた9回裏二死一塁で、巨人先発・江川卓から逆転サヨナラ20号2点本塁打を放った。打たれた江川はマウンドに座り込み、試合後も涙を流した。江川はシーズン終了後の11月13日、32歳で現役引退を表明し、記者会見にて現役引退を決めた理由として「右肩の痛みが限界に達していたが、あの試合は近年になく好調だった。だが、小早川君にサヨナラ本塁打を打たれたことで、野球人生が終わったと感じた」などと語った。このサヨナラ本塁打は「江川を現役引退に追い込んだ本塁打」として知られるようになった。
1988年は、春季キャンプ前、沖縄県具志川市（現うるま市）内で自主トレ中に高熱と下痢を発症。診察の結果、赤痢の感染が判明し病院は閉鎖、隔離病棟に収容されるなどの騒動に発展した（当時の伝染病予防法で赤痢は隔離を要する法定伝染病だった為）。シーズンに大きな影響はなかったものの、それに絡んだファンからの野次を浴びたという。シーズンでは、打率.289でリーグ12位ながら、出塁率.395は落合博満に次ぐリーグ2位であった。
1989年には自己最高の打率.301（10位）を記録した。
1991年頃からチームは監督の山本浩二の下で野村謙二郎や前田智徳ら若手が台頭する一方、小早川は先発を外されることが多くなり、また一塁を守る選手の増加に伴い（ルイス・メディーナ、御船英之、山田和利、町田公二郎、浅井樹、ルイス・ロペスなど）、スタメン争いが白熱して年齢的にも彼らの中で最年長だった。1993年には小早川幸二の入団により、スコアボード等の表記が「小早川毅」となった。
1994年以降は完全に控えに回る。

#### ヤクルトスワローズ時代
1996年オフに戦力外通告を受け、球団から解説者としての再就職や指導者転向を打診されたが、現役続行を希望し自由契約となり、ヤクルトに移籍。この移籍については、広島の球団フロントに現役続行の意思を伝えると「そうか。じゃあ、どこに行きたいんだ？」と尋ねられ、「ではヤクルトに聞いてみてくれませんか？」と返答したところ、約1時間後にはヤクルト移籍が決まっていたという。この時にヤクルトが思い浮かんだ理由について小早川は後年、当時ヤクルトの監督を務めていた野村克也が敵チームにもかかわらず頻繁に声を掛けてくれていたからだと振り返っている。ヤクルトにとっては、巨人を自由契約になった落合博満（日本ハムへ移籍）、近鉄をトレードになった石井浩郎（巨人へ移籍）の獲得に続けて失敗したことで、“方向転換の方向転換”での獲得であった。
1997年4月4日の開幕戦の対巨人戦（東京ドームで）、監督の野村克也から「お前は大学で1年から4番、プロで新人王、だから移籍一年目も必ずやれる」と5番スタメン抜擢。当時3年連続開幕戦完封勝利をあげていた巨人の開幕投手・斎藤雅樹から3打席連続本塁打を放つ。事前にミーティングで「斎藤がカウント3-1から左打者に投げてくるのは九分九厘、外角から入ってくる変化球」というデータを示されており、3本のうち2本はこれを狙ったものであった。この年シーズン最終戦でも本塁打を放ち、開幕と閉幕で本塁打を記録。野村再生工場の下で復活を果たしリーグ優勝に貢献した。ただ3連続本塁打の印象と異なりシーズン本塁打数は12本と平凡な数字だった。1997年の日本シリーズ第1戦では初めて指名打者で出場（6番）も西武ライオンズ先発の西口文也に2三振と併殺打とゴロだった。1999年10月6日に球団から戦力外通告を受け、引退した。

### 引退後
2000年から2005年までNHKやサンケイスポーツでプロ野球やメジャーリーグの解説を務めた。2006年より広島打撃コーチに就任。2008年8月21日に、監督代行のジェフ・リブジー（マーティ・ブラウン監督が母親の葬儀で帰国のため代行を務めた）が球審の判定に抗議して退場処分となったため、直後の9回表より「監督代行代理」を務めた。2009年限りで辞任。2010年からは再びNHK野球解説者およびサンケイスポーツ野球評論家を務める。2010年、2011年ともに高知市で行われた韓国プロ野球・SKワイバーンズの春季1次キャンプで臨時インストラクターをつとめた。

## 人物
新人時代、パルコの広告キャラクターに採用されたことがある。
広島時代のあだ名は「バゴーン」。PL学園・法政大学の先輩である西田真二が、学生時代のあだ名である「コバ」を使ったら古葉竹識監督を呼びつけたと間違えられたため、コバを引っ繰り返して呼ぶようになったのが転じてバゴーンになった。
2008年6月14日に西武ドームでの西武対広島戦の始球式にて投手を郭泰源、打者を小早川がつとめ、1991年の日本シリーズ以来17年ぶりの対決が再現された。
元NHKキャスター（報道記者）の大越健介とは、第12回日米大学野球選手権大会でチームメイトだった事がある。2011年11月1日放送のニュースウオッチ9で、当時の写真が取り上げられ、両者共に当時を懐かしんでいた。
テレサ・テンは小早川のファンであることを公言しており、夜のヒットスタジオでは歌唱前に小早川と電話をしたことがある。

## 詳細情報

### 年度別打撃成績
| 年 度      | 球 団      | 試 合 | 打 席 | 打 数 | 得 点 | 安 打 | 二 塁 打 | 三 塁 打 | 本 塁 打 | 塁 打 | 打 点 | 盗 塁 | 盗 塁 死 | 犠 打 | 犠 飛 | 四 球 | 敬 遠 | 死 球 | 三 振 | 併 殺 打 | 打 率 | 出 塁 率 | 長 打 率 | O P S |
| ---------- | ---------- | ----- | ----- | ----- | ----- | ----- | -------- | -------- | -------- | ----- | ----- | ----- | -------- | ----- | ----- | ----- | ----- | ----- | ----- | -------- | ----- | -------- | -------- | ----- |
| 1984       | 広島       | 112   | 420   | 375   | 50    | 105   | 17       | 1        | 16       | 172   | 59    | 8     | 1        | 4     | 3     | 27    | 1     | 11    | 66    | 8        | .280  | .344     | .459     | .803  |
| 1985       | 広島       | 98    | 312   | 269   | 41    | 78    | 16       | 3        | 14       | 142   | 45    | 4     | 3        | 3     | 2     | 34    | 1     | 4     | 66    | 4        | .290  | .375     | .528     | .903  |
| 1986       | 広島       | 73    | 190   | 173   | 21    | 45    | 5        | 0        | 12       | 86    | 24    | 1     | 0        | 0     | 2     | 15    | 1     | 0     | 33    | 6        | .260  | .316     | .497     | .813  |
| 1987       | 広島       | 124   | 470   | 420   | 57    | 120   | 17       | 1        | 24       | 211   | 93    | 5     | 4        | 0     | 5     | 37    | 5     | 8     | 96    | 11       | .286  | .351     | .502     | .853  |
| 1988       | 広島       | 126   | 532   | 453   | 63    | 131   | 24       | 2        | 17       | 210   | 69    | 8     | 3        | 0     | 0     | 72    | 12    | 7     | 74    | 9        | .289  | .395     | .464     | .859  |
| 1989       | 広島       | 114   | 458   | 396   | 48    | 119   | 13       | 1        | 12       | 170   | 61    | 1     | 2        | 1     | 3     | 56    | 1     | 2     | 68    | 11       | .301  | .387     | .429     | .826  |
| 1990       | 広島       | 105   | 409   | 353   | 49    | 100   | 12       | 1        | 17       | 165   | 61    | 2     | 3        | 0     | 6     | 45    | 1     | 5     | 71    | 7        | .283  | .367     | .467     | .834  |
| 1991       | 広島       | 92    | 270   | 239   | 24    | 62    | 14       | 0        | 7        | 97    | 39    | 0     | 1        | 1     | 3     | 25    | 0     | 2     | 38    | 5        | .259  | .331     | .406     | .737  |
| 1992       | 広島       | 113   | 392   | 330   | 36    | 92    | 18       | 1        | 11       | 145   | 55    | 0     | 1        | 0     | 4     | 53    | 3     | 5     | 75    | 8        | .279  | .383     | .439     | .822  |
| 1993       | 広島       | 106   | 362   | 309   | 36    | 83    | 11       | 1        | 17       | 147   | 45    | 1     | 1        | 1     | 4     | 43    | 4     | 5     | 74    | 6        | .269  | .363     | .476     | .839  |
| 1994       | 広島       | 93    | 169   | 150   | 13    | 37    | 4        | 0        | 6        | 59    | 18    | 2     | 0        | 0     | 1     | 18    | 0     | 0     | 29    | 4        | .247  | .325     | .393     | .718  |
| 1995       | 広島       | 66    | 135   | 113   | 8     | 27    | 6        | 0        | 2        | 39    | 14    | 2     | 1        | 0     | 2     | 19    | 0     | 1     | 28    | 3        | .239  | .348     | .345     | .693  |
| 1996       | 広島       | 8     | 8     | 8     | 0     | 1     | 0        | 0        | 0        | 1     | 0     | 0     | 0        | 0     | 0     | 0     | 0     | 0     | 3     | 0        | .125  | .125     | .125     | .250  |
| 1997       | ヤクルト   | 116   | 359   | 309   | 37    | 77    | 13       | 0        | 12       | 126   | 33    | 0     | 2        | 0     | 1     | 45    | 2     | 4     | 72    | 8        | .249  | .351     | .408     | .759  |
| 1998       | ヤクルト   | 62    | 93    | 81    | 6     | 14    | 4        | 0        | 3        | 27    | 8     | 0     | 1        | 0     | 0     | 12    | 0     | 0     | 12    | 6        | .173  | .280     | .333     | .613  |
| 1999       | ヤクルト   | 23    | 21    | 19    | 1     | 2     | 0        | 0        | 1        | 5     | 2     | 0     | 0        | 0     | 0     | 1     | 0     | 1     | 5     | 0        | .105  | .190     | .263     | .453  |
| 通算：16年 | 通算：16年 | 1431  | 4600  | 3997  | 490   | 1093  | 174      | 11       | 171      | 1802  | 626   | 34    | 23       | 10    | 36    | 502   | 31    | 55    | 810   | 96       | .273  | .359     | .451     | .810  |

### タイトル
- 最多勝利打点：1回（1987年）

### 表彰
- 新人王（1984年）
- 月間MVP：1回（1987年6月）

### 記録
節目の記録
- 100本塁打：1990年4月21日、対ヤクルトスワローズ1回戦（広島市民球場）、7回裏に川崎憲次郎からソロ　※史上157人目
- 1000試合出場：1993年6月26日、対読売ジャイアンツ12回戦（広島市民球場）、7番・一塁手として先発出場　※史上311人目
- 150本塁打：1994年5月31日、対阪神タイガース7回戦（西京極野球場）、7回表に高橋英樹の代打で出場、藪恵市から2ラン　※史上97人目
- 1000安打：1996年10月1日、対中日ドラゴンズ23回戦（広島市民球場）、7回裏に高橋建の代打で出場、門倉健から遊撃内野安打　※史上185人目

その他の記録
- オールスターゲーム出場：2回（1984年、1987年）

### 背番号
- 6（1984年 - 1996年）
- 7（1997年 - 1999年）
- 88（2006年 - 2009年）

## 関連情報

### 出演番組
- NHKプロ野球
- ワースポ×MLB（NHK BS）
- サンデースポーツ（NHK総合）

### CM
- 日清「出前一丁」（1989年） - 正田耕三・大野豊・長嶋清幸・川口和久・高信二・川島堅と共演

### シングルEP
- 魅惑のドレス／ドラマチック・ターン（1986年2月25日、ワーナー・パイオニア）※「小早川毅彦&高橋亜貴子」名義

### 著書
- 負けない集中力 「ZONE」に入った男の一振りの極意（2011年1月、ベースボール・マガジン社）